# 서울가주초등학교
서울가주초등학교는 대한민국 서울특별시 송파구에 있는 공립 초등학교이다.

## 학교 연혁
- 1996년 11월 8일: 개교
- 2026년 11월 8일: 개교 30주년

## 참고 자료
- 서울가주초등학교 - 한국교육학술정보원 학교알리미